# Elena Arzaková
Elena Arzak Espina (* 4. července 1969 San Sebastián) je španělská šéfkuchařka baskické národnosti. Působí v rodinné restauraci Arzak, která se nachází v sansebastiánské čtvrti Altza a získala tři hvězdičky Michelinova průvodce.
Jejím otcem je šéfkuchař Juan Mari Arzak. Elena je již čtvrtou generací pracující v gastronomii a v rodinném podniku pomáhala již v dětství. Vystudovala hotelovou školu v Lucernu a byla na praxi v luxusních podnicích Le Gavroche, La Maison Troisgros, Le Louis XV a El Bulli, roku 1996 se vrátila do rodného města. 
Ve své práci spojuje původní baskickou kuchyni založenou na mořských produktech s postupy nouvelle cuisine. Experimentuje s novými přísadami, využívá moderní technologie a ve své restauraci má chuťovou banku s více než tisícem ingrediencí. Účastnila se soutěže Madrid Fusión a restaurační show v Londýně. V roce 2010 získala španělskou národní gastronomickou cenu a v roce 2012 cenu Veuve Clicquot pro nejlepší světovou šéfkuchařku. Je signatářkou Výzvy ze 7. června 2020, kde významné osobnosti gastronomického světa vyzývaly k zavedení lokalizované a udržitelné purpurové ekonomiky.
Je provdána za architekta Manu Lamose a má dva potomky.  